# Pavel Kravař

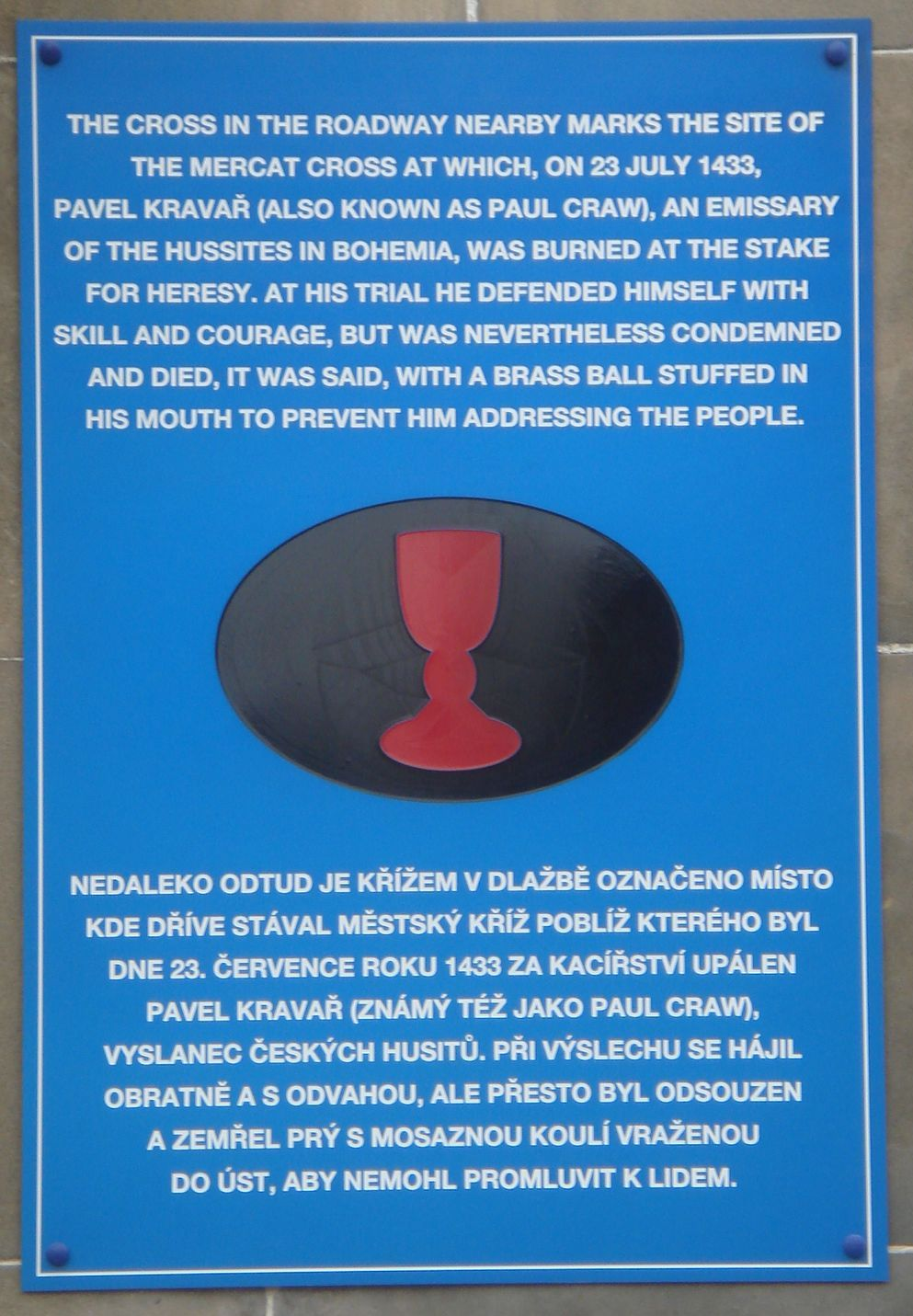
Tablica pamiątkowa w St Andrews.

Pavel Kravař, znany także jako Paul Crawar, Paul Craw (ur. ok. 1391,  zm. 23 lipca 1433) – czeski lekarz, husycki emisariusz spalony na stosie w St Andrews w Szkocji. Był pierwszym z szeregu reformatorów religijnych, którzy zostali straceni w mieście podczas reformacji (pozostali to: Patrick Hamilton w 1528, Henry Forest w 1533, George Wishart w 1546 i Walter Myln w 1558).

## Biografia
Pavel Kravař pochodził prawdopodobnie z miasta Kravaře na Śląsku (obecnie części Czech). Po studiach medycznych na Uniwersytecie w Montpellier, w 1415 ukończył studia magisterskie na Uniwersytecie Paryskim. W następnym roku wstąpił na Wydział Sztuki Uniwersytetu Praskiego, będącego wówczas centrum działalności husytów. Około roku 1421, Kravař opuścił Pragę, aby zostać lekarzem w służbie króla Władysława Jagiełły. Do Pragi powrócił prawdopodobnie w 1432 r. – niedługo przed swoją podróżą do Szkocji. 
Jego podróż do St Andrews, będącego w tym czasie kościelnym centrum Szkocji i miejscem jedynego szkockiego uniwersytetu, była najprawdopodobniej daremną próbą pozyskania sojuszników (przypuszczalnie wśród sympatyków Lollarda) dla sprawy husyckiej na soborze w Bazylei. Działania Kravařa w St Andrews najwyraźniej spotkały się z niezadowoleniem tamtejszych władz, szczególnie Henry'ego Wardława, biskupa St Andrews, który oskarżył go o rozpowszechnianie heretyckich ideałów Jana Husa i Johna Wyclifa. Podczas procesu bronił się zręcznie i odważnie, lecz mimo to został potępiony i skazany na śmierć. Według Johna Knoxa, przed egzekucją umieszczono w jego ustach mosiężną kulę, by powstrzymać go od przemawiania do ludzi. 
Uważa się, że egzekucja Pavla Kravařa miała miejsce na rynku w St Andrews, w pobliżu dawnej lokalizacji krzyża Mercat. Miejsce egzekucji oznaczone jest teraz krzyżem z czerwonych kamieni wmurowanych w ulicę. Tablica pamiątkowa, z napisem w języku angielskim i czeskim, znajduje się na pobliskim budynku.   